# Бру сир Шантрен
Бру сир Шантрен (фр. Brou-sur-Chantereine) је насељено место у Француској у региону Париски регион, у департману Сена и Марна.
По подацима из 2011. године у општини је живело 4324 становника, а густина насељености је износила 1010,28 становника/km².

## Демографија
| 1962. | 1968. | 1975. | 1982. | 1990. | 2011. |
| ----- | ----- | ----- | ----- | ----- | ----- |
| 3.015 | 3.269 | 4.664 | 4.429 | 4.469 | 4.324 |